# 아름다운 직업
《아름다운 직업》(Beau Travail, Good Work)은 프랑스에서 제작된 클레어 드니 감독의 1999년 드라마 영화이다. 허먼 멜빌의 소설 《빌리 버드》를 바탕으로 제작되었다. 그레고리 콜린 등이 주연으로 출연하였다.

## 출연

### 주연
- 그레고리 콜린
- 드니 라방

### 조연
- 미셸 쉬보르

## 기타
- 원작자: 허먼 멜빌
- 음향: 장 폴 뮤젤
- 미술: 아르노 드 모레론
- 의상: 주디 슈류스버리